# Blok umirovljenici zajedno
Blok umirovljenici zajedno (BUZ) hrvatska je politička stranka koja zastupa umirovljeničku populaciju. Osnovana je u Zagrebu 20. studenoga 2010. godine. BUZ se definirana "kao oblik samoorganiziranja i samopomoći teško pogođene, socijalno ugrožene, obespravljene i ponižene umirovljeničke populacije". Predsjednik stranke je Milivoj Špika.

## BUZ u Hrvatskom saboru
Od 2015. do 2016. godine parlamentarna je stranka zastupana s jednim zastupnikom u Hrvatskom saboru izborivši zastupnika u X. izbornoj jedinici u sklopu Domoljubne koalicije. S HSLS-om imaju ustrojen Klub zastupnika HSLS-BUZ.
Trenutno nije parlamentarna stranka.

## Vanjske poveznice
- Službene stranice BUZ-a